# Rijssen-Holten
Rijssen-Holten (uitspraakⓘ; Nedersaksisch: Riesn-Hooltn) is een gemeente in de Nederlandse provincie Overijssel.

## Geografie
Rijssen-Holten ligt in Twente en Salland. In 2001 werd de Sallandse gemeente Holten met de Twentse gemeente Rijssen samengevoegd tot de gemeente met de werknaam Rijssen. Per 15 maart 2003 werd de naam gewijzigd in Rijssen-Holten. Op 1 januari 2024 bedroeg het inwonertal 38.676 (bron: CBS) op een oppervlakte van 94,40 km². De voormalige gemeente Holten was qua oppervlakte ongeveer drie keer zo groot als Rijssen, maar qua inwoneraantal circa drie keer zo klein. De gemeente Rijssen-Holten maakt deel uit van de Regio Twente.
In Rijssen bevinden zich tientallen kerken, kerkjes en evenzovele denominaties, van voornamelijk orthodox-protestantse signatuur. De SGP-aanhang is er van oudsher met zo'n 6000 leden relatief groot, in vergelijking met andere gemeentes. De bevolking van Holten daarentegen is - in kerkelijk opzicht - minder orthodox. De samenvoeging van deze twee plaatsen ging dan ook niet zonder enige slag of stoot. Groepen inwoners van zowel Holten als Rijssen waren tegen de fusie.
Het zuidelijk deel van het Nationaal Park Sallandse Heuvelrug ligt in de gemeente Rijssen-Holten. Dit zuidelijk deel omvat onder andere de Holterberg met daarop Natuurmuseum Holterberg.

### Gemeentevlag
De gemeente voert geen officiële gemeentevlag. De gemeente gebruikt in plaats daarvan wel een bedrijfsvlag. Deze is wit met een smalle blauw baan aan de bovenzijde. Op de rechterzijde van de vluchtzijde staat in een gebogen lijn en met kleine letters het woord "gemeente", daar onder staat in rechte lijn en met grote letters Rijssen-Holten met daaronder en naast, diagonaal van links naar rechts in rood de 5 gebogen figuren oplopend in grote, die samen het logo van de gemeente vormen. Aan de onderzijde is de vlag voorzien aan de broekzijde van een rode driehoek en aan de vluchtzijde van een blauwe driehoek, daartussen in, onder de gemeentenaam is met een dunne zwarte lijn de contouren van het grondgebied van de gemeente weergegeven.
De kernen Rijssen en Holten gebruiken echter de voormalige gemeentevlaggen als dorpsvlaggen.

### Topografie
Topografische gemeentekaart van Rijssen-Holten, per september 2022

## Kernen
De gemeente Rijssen-Holten telt tien officiële kernen met als hoofdkernen de stad Rijssen en het dorp Holten. De meeste kernen hebben hun oorsprong in de gemeente Holten.
| Woonplaats (BAG) | Inwoners 2023 |
| ---------------- | ------------- |
| Rijssen          | 28.885        |
| Holten           | 9.595         |

Overige officiële kernen (inwoners zijn al meegeteld in de bovenstaande cijfers): Beuseberg, Espelo, Neerdorp, Dijkerhoek, Borkeld, Look, Holterbroek en Ligtenberg.

## Verkeer en vervoer
Rijssen en Holten liggen aan de rijksweg A1. Beide plaatsen worden tweemaal per uur per richting aangedaan door de sprinter Apeldoorn - Almelo - (Enschede). De gemeente heeft twee stations binnen haar grenzen, te weten station Rijssen en station Holten.

## Politiek

### Gemeenteraad
Samenstelling van de gemeenteraad van Rijssen-Holten sinds 2006:
| Gemeenteraadszetels             | Gemeenteraadszetels | Gemeenteraadszetels | Gemeenteraadszetels | Gemeenteraadszetels | Gemeenteraadszetels |
| Partij                          | 2006                | 2010                | 2014                | 2018                | 2022                |
| ------------------------------- | ------------------- | ------------------- | ------------------- | ------------------- | ------------------- |
| SGP                             | 6                   | 7                   | 7                   | 7                   | 8                   |
| Gemeentebelangen Rijssen-Holten | 3                   | 3                   | 3                   | 4                   | 6                   |
| ChristenUnie                    | 4                   | 4                   | 4                   | 5                   | 4                   |
| CDA                             | 5                   | 5                   | 5                   | 4                   | 3                   |
| VVD                             | 2                   | 3*                  | 2                   | 3                   | 2                   |
| PvdA/GroenLinks (Samen Lokaal)  | 5                   | 3                   | 2                   | 1                   | 2                   |
| D66                             | -                   | -                   | 1                   | 1                   | -                   |
| Lokaal Liberaal Rijssen-Holten  | -                   | -                   | 1                   | -                   | -                   |
| Totaal                          | 25                  | 25                  | 25                  | 25                  | 25                  |

* Door het vertrek van een raadslid in 2012 verloor deze partij een zetel, ten gunste van de nieuwe partij Lokaal Liberaal Rijssen-Holten.

### College van B&W
Het college van burgemeester en wethouders voor de periode 2022-2026 bestaat uit:
- Jurgen van Houdt - Burgemeester - ChristenUnie*
- Ben Beens - Wethouder - SGP
- Bert Tijhof - Wethouder - ChristenUnie
- Erik Wessels - Wethouder - CDA
- René de Koff - Wethouder - VVD*

* Van Houdt is sinds 9 maart 2023 de opvolger van de CDA'er Arco Hofland als burgemeester van Rijssen-Holten.
* René de Koff is de opvolger van Rob de Koe, die eind 2022 plotseling opstapte in verband met een zakelijk conflict.

## Monumenten
In de gemeente zijn er een aantal rijksmonumenten, gemeentelijke monumenten, en oorlogsmonumenten, zie:
- Lijst van rijksmonumenten in Rijssen-Holten
- Lijst van gemeentelijke monumenten in Rijssen-Holten
- Lijst van oorlogsmonumenten in Rijssen-Holten

## Aangrenzende gemeenten
| Aangrenzende gemeenten | Aangrenzende gemeenten | Aangrenzende gemeenten | Aangrenzende gemeenten | Aangrenzende gemeenten |
| ---------------------- | ---------------------- | ---------------------- | ---------------------- | ---------------------- |
| Raalte                 |                        | Hellendoorn            |                        |                        |
|                        |                        |                        |                        |                        |
| Deventer               | Wierden                |                        |                        |                        |
|                        |                        |                        |                        |                        |
| Lochem (Gld)           |                        |                        |                        | Hof van Twente         |

Stad: Rijssen      Dorp: Holten

Buurtschappen: Beuseberg · Borkeld · Dijkerhoek · Espelo · Holterbroek · Ligtenberg · Look · Neerdorp

Overijssel · Steden en dorpen in Overijssel      Nederland · Provincies · Gemeenten
Almelo · Borne · Dalfsen · Deventer · Dinkelland · Enschede · Haaksbergen · Hardenberg · Hellendoorn · Hengelo · Hof van Twente · Kampen · Losser · Oldenzaal · Olst-Wijhe · Ommen · Raalte · Rijssen-Holten · Staphorst · Steenwijkerland · Tubbergen · Twenterand · Wierden · Zwartewaterland · Zwolle

Steden en dorpen · Voormalige gemeenten · Nederland: Provincies · Gemeenten